# Siquijor
Siquijor és una illa de les Filipines del grup de les Visayas. Al nord-oest de l'illa hi ha les de Cebú i Negros, al nord-est l'illa de Bohol i, al sud, a l'altra banda del mar de Bohol, l'illa de Mindanao. Conforma la província homònima, dins la regió VII o de les Visayas Centrals.
Siquijor és la tercera província més petita de les Filipines en termes d'extensió i de població, després de Camiguín i Batanes. Fins a l'any 1971 l'illa formava part de la província de Negros Oriental. Anomenada Isla del Fuego ('Illa del Foc') pels espanyols, Siquijor té fama entre els filipins de ser una illa mística, plena de bruixes i altres fenòmens sobrenaturals.
La llengua parlada principal és el cebuà, i la confessió religiosa predominant és el catolicisme romà. La localitat de Siquijor és la més gran de l'illa i n'és la capital.

## Divisió administrativa
La província es compon de sis municipis, alhora subdividits en 134 barangays.

### Municipis
- Enrique Villanueva
- Larena
- Lazi
- Maria
- San Juan
- Siquijor